# Château des Vaux (Champéon)
Le château des Vaux est situé à Champéon (France).

## Localisation
Le château est situé sur la commune de Champéon, située dans le département du Mayenne en région Pays de la Loire.

## Description
Le château des Vaux était en ruine au XVIe siècle. Il avait un corps de logis allongé encadré de deux retours. Il ne subsiste de l'ancien château qu'une porterie constituée de deux corps de garde encadrant l’entrée actuellement occupée par la tour d’escalier. On retrouve l'encadrement de ce passage dans le mur nord du bâtiment[réf. souhaitée]. 

## Histoire
L'ensemble fait l’objet d’une inscription (façades et toitures du logis ainsi que le portail d'entrée)  et du classement (chapelle) au titre des monuments historiques par arrêtés du 21 décembre 1984.